# Unidad dinámica
La unidad dinámica es un procesador que modifica el rango dinámico de una señal. El rango dinámico se define como la diferencia en decibelios (dB) de la señal más intensa con respecto a otra más débil. Esta especificación está relacionada con la capacidad que tiene un sistema de audio de reproducir todas las intensidades perceptibles por el ser humano. El rango dinámico del ser humano y de los instrumentos musicales acústicos es de alrededor de 130dB. Sin embargo, el rango dinámico de los formatos de grabación y reproducción es menor:
- Eléctricos análogos 80dB
- Magnéticos análogos 60dB
- Digitales 120dB

Las unidades dinámicas pueden tener control manual o control automático. Las unidades de control manual dependen de un experto que modifica aspectos del rango dinámico manualmente al escuchar la señal. En este caso, el hombre actúa como un procesador: la señal proveniente de alguna fuente es procesada por el sistema auditivo y por el cerebro. Este último envía una señal de control que es traducida en es la modificación manual del rango dinámico. El procesador “humano” de dinámica tiene ciertos inconvenientes:
- El operador debe conocer de antemano la señal
- Sólo puede controlar un canal a la vez
- Las acciones no pueden ser exactamente repetibles
- Es lento

Por estas razones se recurre a un control automático independiente del hombre para la modificación del rango dinámico. Aun así, se tienen algunas desventajas de utilizar control automático. Las unidades de control automático son sistemas electrónicos “feed-forward”, es decir, sin retroalimentación. Estos sistemas sin retroalimentación son más propensos a ruidos y a distorsiones. Además, debido a la naturaleza electrónica de las unidades dinámicas, existen ruidos eléctricos característicos de los dispositivos semiconductores que lo conforman muy difíciles de eliminar. 
Existen cuatro tipos de unidades dinámicas que modifican de alguna forma el rango dinámico de la señal y se clasifican en dos grupos:
1. Compresores
2. Limitadores
3. Compuertas
4. Expansores

Cuando hablamos de compresores también podemos hablar de ciertas variables a controlar que estos tienen, por ejemplo: 
- Codo o Rótula (Knee)
- Cadena Lateral (Side chain)

- Datos: Q6156151